# Zenophleps alpinata
Zenophleps alpinata là một loài bướm đêm thuộc họ Geometridae. Nó được tìm thấy ở Canada, bao gồm Alberta và British Columbia.
Sải cánh dài khoảng 25 mm.